# 朝ワイ!ダッシュ
朝ワイ!ダッシュ（あさワイ!ダッシュ）は2016年4月4日から2023年3月31日まで、青森放送（RAB）で放送されていたラジオ番組。放送時間は平日 7:00 - 9:00。

## 概要
これまで青森放送ラジオの自社製作の生放送番組空白地帯だった7:00 - 8:30の枠に2016年4月4日に放送開始した情報番組。同時間帯での自主制作の生放送番組は『おはようワイドあおもり』（1982年 - 2006年9月）以来9年半ぶりとなった。
平日午前に放送される『今日も!あさぷり』が女性アナウンサーがパーソナリティーを務めているのに対して、当番組は全曜日男性アナウンサーが担当していた。
2023年3月31日をもって放送終了。同年4月3日からは『あさぷり』と放送枠が統合された新番組『朝わい!くりっぷ』が放送開始される。金曜日担当の鮫島のみ、後継番組『朝わい!くりっぷ』に続投となる（ただし「-くりっぷ」は火曜日担当）。

## 出演

### パーソナリティ
- 月曜 - 境祐貴（2019年4月1日 - ）
- 火曜 - 境祐貴（2019年4月2日 - 2021年3月24日、2022年7月5日 - ）
- 水曜 - 板橋優磨（2022年7月6日 - ）
- 木曜 - 菅原厚（2022年7月7日 - ）[1][2]
- 金曜 - 鮫島大史（2021年4月2日 - ）[1]

※休暇や取材等で曜日パーソナリティ不在時は、他曜日のパーソナリティが代行する。

### ニュースデスク（報道部）
- 田中次郎
- 蒔田修弘（田中デスク不在時）

### ディレクター
5名とも、同曜日の今日も!あさぷりを兼務。
- 今道隆（月曜）
- 夏目浩光（火曜）
- 秋山博子（水曜）
- 齊藤暢（木曜）
- 向井琴美（金曜）

### パーソナリティ
| 期間      | 期間      | 曜日     | 曜日     | 曜日     | 曜日     | 曜日       |
| 期間      | 期間      | 月       | 火       | 水       | 木       | 金         |
| --------- | --------- | -------- | -------- | -------- | -------- | ---------- |
| 2016.4.4  | 2018.3.30 | 鮫島大史 | 青山英次 | 青山英次 | 菅原厚   | 上野比呂企 |
| 2018.4.2  | 2019.3.29 | 鮫島大史 | 鮫島大史 | 菅原厚   | 菅原厚   | 青山英次   |
| 2019.4.1  | 2020.3.27 | 境祐貴   | 境祐貴   | 鮫島大史 | 鮫島大史 | 菅原厚     |
| 2020.3.30 | 2021.3.26 | 境裕貴   | 松本卓也 | 鮫島大史 | 菅原厚   | 山谷清和   |
| 2021.3.29 | 2022.7.1  | 境裕貴   | 松本卓也 | 菅原厚   | 鮫島大史 | 鮫島大史   |
| 2022.7.4  | 2023.3.31 | 境祐貴   | 境祐貴   | 板橋優磨 | 菅原厚   | 鮫島大史   |

### ディレクター
- 田村啓美（水曜担当、2016年4月6日 - 2018年3月28日）今日も!あさぷりを兼務。
- 皆川歩
- 葛西保（金曜、土曜ワラッター!では「肉雄」の名で活躍）

## タイムテーブル
- 7:00 - オープニング・今朝の朝刊チェック
- 7:04 - 東奥日報ニュース・天気予報
- 7:10 - お早う!ニュースネットワーク（ニッポン放送）
- 7:25 - いってらっしゃい!忘れてませんか?交通安全ルール
- 7:30 -
  - 月曜 - 木曜 - 青森県広報タイム
  - 金曜 - 朝ワイとっておき情報局!セブンイレブンへダッシュ!（成田洋明が出演）
- 7:36 - 美味しく食べてヘルスケア
- 7:45 - SUZUKIハッピーモーニング・羽田美智子のいってらっしゃい（ニッポン放送）[3]
- 7:50 - 東奥日報ニュース・天気予報
- 8:00 - 話題のアンテナ 日本全国8時です（TBSラジオ）
- 8:16 - けんずろうの元気いっぱい!
- 8:21 - 武田鉄矢・今朝の三枚おろし（文化放送）
- 8:33 - 交通情報・天気予報
  - スポンサーは2017年3月まで、青森・野辺地局／八戸・十和田局／弘前・深浦局で異なっていた（同4月以降は全県放送）。
- 8:39 - 献血情報（移動献血車の移動先の告知と献血ルームの案内）
- 8:44 - 田中デスクのニュースダッシュ
- 8:50 - 今日も!あさぷり情報（当日の『あさぷり』担当の女性アナウンサーと、主にクロストークを行う）
- 8:55 - エンディング